# Toma Becichereu
Toma Becichereu (n. 23 iulie 1883, Țela, Comitatul Arad, Regatul Ungariei – d. 1938) a fost un deputat în Marea Adunare Națională de la Alba Iulia, organismul legislativ reprezentativ al „tuturor românilor din Transilvania, Banat și Țara Ungurească”, cel care a adoptat hotărârea privind Unirea Transilvaniei cu România, la 1 decembrie 1918.

## Activitatea politică
Născut la data de 23 iulie 1883 în comuna Țela, Toma Becichereu a ocupat funcția de primar al comunei Țela în perioada anilor 1913-1928, urmând ca mai apoi să se distingă și prin funcția de consilier între anii 1936-1938, fiind ales și ca delegat de către Cercul Făget-Birchiș să reprezinte comuna Țela la Adunarea Națională de la 1 Decembrie 1918.